# Église des Saints-Pierre-et-Paul de Cluj-Napoca
Pour les articles homonymes, voir Église Saints-Pierre-et-Paul.
L'église des Saints-Pierre-et-Paul (en roumain Biserica Romano-Catolică Sf. Petru și Pavel), connue aussi sous le nom de Biserica Sfântu-Petru (en hongrois Szentpéteri templom), est un édifice de l'Église catholique romaine situé 85, Bd. 21 Decembrie 1989 (anciennement "Strada Sfântul Petru"), à Cluj-Napoca, en Roumanie.

## Histoire
L'endroit où, de nos jours, se trouve l'Église des Saints Pierre et Paul, se situe à l'extérieur des anciens remparts de la ville de Cluj-Napoca. À cet endroit, à l'est de la ville, il y avait anciennement un village du nom de Sfântu-Petru. La première mention de l'église du village a été faite au XVe siècle. Cette première église a été détruite, de même que le village, à l'occasion d'une incursion tartare. L'église a été reconstruite tout comme le village et, en 1560, elle entre dans la possession de la communauté unitarienne. Cette deuxième église a été détruite à son tour au cours de la révolte de François II Rákóczi, pour être reconstruite en 1711. Cinq ans plus tard, l'édifice a été restitué à l'Église catholique romaine qui, en 1724, en a fait don à l'Ordre des frères mineurs.
L'actuelle église, qui remplace l'édifice précédent (très dégradé), a été érigée en 1844-1846 par le maître Anton Kagerbauer sur les fondements de l'église du XVe siècle.

## Architecture et décoration

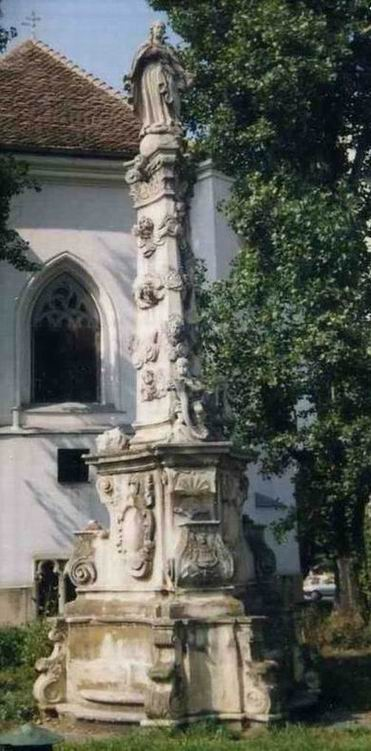
Statue de la Vierge

Construite en style néogothique, l'église a subi quelques modifications en 1847 et a été rénovée en 1977.
Devant l'église, on retrouve l'ancien portail baroque de l'Église Sfântu-Mihail et, derrière, est érigée la Statue de la Vierge qui se trouvait initialement devant l'Église des Piaristes. La statue a été placée derrière l'église au temps du régime communiste, officiellement athée. En 2008, on discutait sur la possibilité de la remettre à son emplacement originel.